# Kanchana Kanchanasut
Kanchana Kanchanasut é uma cientista da computação tailandesa.
Foi induzida em 2013 no Internet Hall of Fame pela Internet Society.